# Alexandra Geese
Alexandra Geese (ur. 1 lipca 1968 w Lippstadt) – niemiecka polityk i tłumaczka, deputowana do Parlamentu Europejskiego IX i X kadencji.

## Życiorys
Absolwentka nauk politycznych. Uzyskała magisterium z badań nad migracjami oraz tłumaczeń konferencyjnych. Podjęła pracę w zawodzie tłumaczki, od 2014 prowadząc tłumaczenia na potrzeby Parlamentu Europejskiego. Działaczka Zielonych z Nadrenii Północnej-Westfalii, obejmowała różne funkcje w grupach roboczych partii i w jej lokalnych strukturach w Bonn. W wyborach w 2019 uzyskała mandat eurodeputowanej IX kadencji. Z powodzeniem ubiegała się o poselską reelekcję w 2024.